# Številski sistem
Števílski sistém ali števílski sestàv je sistem, v katerem so urejena števila. V rabi je pozicijski sistem ali sistem z mestnimi vrednostmi, v katerem je vsako število izraženo v obliki polinoma osnove b številskega sistema:
{\displaystyle {\begin{matrix}n&=&a_{n-1}b^{n-1}+a_{n-2}b^{n-2}+\cdots +a_{1}b+a_{0}+a_{2}b^{2}\\\ &\;&+\;\;a_{-1}b^{-1}+a_{-2}b^{-2}+\cdots +a_{-m}b^{-m}\qquad \qquad \qquad (1)\end{matrix}}}
ali krajše
{\displaystyle n=\sum _{k=n-1}^{k=-m}a_{k}b^{k}\qquad (2)}
ob izpolnjenem pogoju
{\displaystyle 0\leq a_{k}\leq b-1\qquad (3)}
za vsak k, kjer so ak števke izbranega številskega sistema.
Osnova b številskega sistema je lahko vsako celo število razen nič, lahko pa so tudi druga realna števila: e, φ, i, Fibonaccijeva števila,...
Gradniki številskega sistema so števke ali cifre, s katerimi lahko po določenih pravilih sestavljamo skupine številk, ki predstavljajo števila v izbranem številskem sistemu.
Glede na pravila za predstavljanje števil delimo številske sisteme v tri skupine:
- aditivne (seštevalne)
- mešane (seštevalne in množilne)
- pozicijske (mestne).

Sodobni zapis števil temelji na mestem zapisu; števila zapisujemo z nizanjem števk v vodoravni vrsti.
Za n-mestna naravna števila velja zapis
{\displaystyle n=a_{n-1}a_{n-2}\ldots a_{1}a_{0(b)}\qquad (4),}
za cela n-mestna števila
{\displaystyle n=\pm a_{n-1}a_{n-2}\ldots a_{1}a_{0(b)}\qquad (5),}
za realna z n-mestnim celim in m-mestnim decimalnim delom pa velja
{\displaystyle r=a_{n-1}a_{n-2}\ldots a_{1}a_{0},a_{-1}a_{-2}\ldots a_{-m(b)}\qquad (6).}
Vsakemu mestu v zapisu števila pripada določeno število, ki je odvisno od osnove (baze) številskega sistema. Zato ima vsaka števka v številu svojo lastno vrednost in mestno vrednost glede na izbrani številski sistem.